# Penguin Books
Penguin Books is een Britse uitgeverij van Engelstalige literatuur.

## Geschiedenis
De uitgeverij werd in 1935 opgericht door Allen Lane en geeft met name paperbacks uit. Een bijzondere uitgave is Penguin by Design, A Cover Story 1935-2005 van Phil Baines, met honderden afbeeldingen van de uitgaven in de genoemde periode.
Medio 2013 werd de fusie van Penguin en Random House afgerond. Met zo’n 10.000 medewerkers en een jaaromzet van € 3 miljard was het destijds de grootste boekuitgever ter wereld. De samenvoeging was een antwoord op dalende verkopen mede als een gevolg van de digitalisering. De combinatie had een kwart van de boekenmarkt in handen in zowel het Verenigd Koninkrijk als de Verenigde Staten. De voormalige eigenaar van Penguin, Pearson had een aandelenbelang van 47% in Penguin Random House en Bertelsmann de rest.
In juli 2017 verkocht Pearson een belang van 22% in Penguin Random House aan partner Bertelsmann. Na de verkoop hield Pearson nog een kwart van de aandelen in de uitgever. De verkoop levert Pearson zo'n 1 miljard dollar op waarmee het de balans gaat versterken en verder werd € 340 miljoen besteed aan een inkoop van eigen aandelen.
In december 2019 maakte Pearson bekend de resterende aandelen in Penguin Random House te verkopen aan Bertelsmann voor 675 miljoen dollar. De overname was in april 2020 afgerond, waarmee Bertelsmann de enige eigenaar van de uitgeverij werd.

## Uitgaven
Series die bij deze uitgever worden of in het verleden werden uitgegeven zijn:
- Pelican Books
- Penguin Classics
- Penguin Popular Classics (Engelstalige literatuur)
- Penguin Special (politiek)
- Penquin Science Fiction
- Penguin Handbooks
- The New Penguin
- The Penguin Poets
- Penguin Modern Poets
- Penguin Crime
- The Penguin Shakespeare
- Penguin Plays